# أندرو ستيوارت جونسون
أندرو ستيوارت جونسون هو سياسي كندي، ولد في 14 ديسمبر 1848، وتوفي في 11 يونيو 1926. حزبياً، نشط في حزب كيبيك الليبرالي. وقد انتخب عضو الجمعية الوطنية في كيبك ‏.